# Янчук Ольга Юріївна
Ольга Юріївна Янчук (нар. 29 березня 1995, Київ, Україна) — українська тенісистка.

## Кар'єра
Найвищий у кар'єрі рейтинг WTA — 213 в одиночному розряді — досягнула в серпні 2017 року; 254-1 — у парному розряді — у жовтні 2015 року. Вона виграла одинадцять титулів в одиночному розряді та чотири титули в парному розряді на турнірах Схеми ITF.
Янчук дебютувала в головному розіграші турніру WTA на Кубку Баку 2015 року у парному розряді з Олександрою Корашвілі.
Її старша сестра Єлизавета Янчук — також професійна тенісистка.

## Фінал ITF Circuit

### Одиночний розряд: 17 (11 титулів, 6 віце-місць)
| Легенда          |
| ---------------- |
| Турніри $100 000 |
| Турніри $80 000  |
| Турніри $60 000  |
| Турніри $25 000  |
| Турніри $15 000  |
| Турніри $10 000  |

| Фінали за поверхнею |
| ------------------- |
| Хард (3–3)          |
| Глина (7–3)         |
| Трава (0–0)         |
| Килим (1–0)         |

| Результат | №   | Дата          | Турнір                 | Поверхня  | Суперниця           | Рахунок          |
| --------- | --- | ------------- | ---------------------- | --------- | ------------------- | ---------------- |
| Перемога  | 1.  | Жовтень 2011  | ITF Мінськ, Білорусь   | Килим     | Юлія Валетова       | 6–3, 4–6, 6–4    |
| Перемога  | 2.  | Жовтень 2012  | ITF Анталія, Туреччина | Глина     | Демі Схюрс          | 6–2, 2–6, 6–3    |
| Перемога  | 3.  | Жовтень 2012  | ITF Анталія            | Глина     | Діана Бузеан        | 3–6, 6–4, 6–4    |
| Виграш    | 4.  | Травень 2013  | ITF Анталія            | Хард      | Зюзана Злочова      | 6–3, 6–3         |
| Перемога  | 5.  | Травень 2013  | ITF Анталія            | Хард      | Мартіна Кубічікова  | 6–3, 7–6(4)      |
| Перемога  | 6.  | Лютий 2014    | ITF Стокгольм, Швеція  | Хард (i)  | Катержина Ванькова  | 6–0, 6–0         |
| Поразка   | 1.  | Червень 2014  | ITF Бол, Хорватія      | Глина     | Надія Подороська    | 3–6, 6–2, 2–6    |
| Поразка   | 2.  | Червень 2014  | ITF Батумі, Грузія     | Хард      | Ан-Софі Месташ      | 2–6, 0–6         |
| Поразка   | 3.  | Грудень 2014  | ITF Стамбул, Туреччина | Хард (i)  | Яна Фетт            | 2–6, 4–6         |
| Перемога  | 7.  | Березень 2015 | ITF Ам'єн, Франція     | Глина (i) | Алізе Лім           | 3–6, 6–3, 6–4    |
| Перемога  | 8.  | Березень 2015 | ITF Гонесс, Франція    | Глина (i) | Міхаела Гончова     | 3–6, 7–5, 6–3    |
| Перемога  | 9.  | Березень 2017 | ITF Іракліон, Греція   | Глина     | Міріам Колодзєйова  | 6–3, 6–2         |
| Поразка   | 4.  | Квітень 2017  | ITF Карші, Узбекистан  | Хард      | Поліна Монова       | 6–4, 3–6, 3–6    |
| Поразка   | 5.  | Червень 2017  | ITF Варшава, Польща    | Глина     | Мартіна Тревізан    | 2–6, 4–6         |
| Перемога  | 10. | Липень 2017   | ITF Москва, Росія      | Глина     | Валентина Івахненко | 4–6, 6–0, 7–6(5) |
| Поразка   | 6.  | Вересень 2017 | ITF Київ, Україна      | Глина     | Світлана Пироженко  | 4–6, 4–6         |
| Перемога  | 11. | Серпень 2018  | ITF Варшава, Польща    | Глина     | Вікторія Бозіо      | 6–3, 4–6, 6–3    |

### Парний розряд: 21 (4 титули, 17 віце-місць)
| Легенда                   |
| ------------------------- |
| Турніри 100 000 доларів   |
| $ 80 000 турнірів         |
| Турніри на 50 000 доларів |
| $ 25 000 турнірів         |
| $ 15 000 турнірів         |
| $ 10 000 турнірів         |

| Фінали за поверхнею |
| ------------------- |
| Жорсткий (2–2)      |
| Глина (1–14)        |
| Трава (0–0)         |
| Килим (1–1)         |

| Результат   | №   | Дата             | Турнір                    | Поверхня  | Партнерка           | Суперниці                         | Рахунок           |
| ----------- | --- | ---------------- | ------------------------- | --------- | ------------------- | --------------------------------- | ----------------- |
| Друге місце | 1.  | 3 жовтня 2011    | ITF Єреван, Вірменія      | Глина     | Єлизавета Янчук     | Татія Мікадзе Сопія Шапатова      | 1–6, 4–6          |
| Друге місце | 2.  | 31 жовтня 2011   | ITF Мінськ, Білорусь      | Килим (i) | Лідія Морозова      | Поліна Монова Анна Смоліна        | 3–6, 4–6          |
| Перемога    | 1.  | 13 травня 2013   | ITF Анталія, Туреччина    | Хард      | Дарія Лебешева      | Нозомі Фуджіока Гіроно Ватанабе   | 3–6, 7–5, [10–8]  |
| Перемога    | 2.  | 27 травня 2013   | ITF Адана, Туреччина      | Хард      | Зузана Злочова      | Султан Гонен Юлія Стаматова       | 6–2, 7–5          |
| Друге місце | 3.  | 29 липня 2013    | ITF Роверето, Італія      | Глина     | Шанталь Шкамлова    | Мартіна Карегаро Анна Флоріс      | 6–3, 4–6, [6–10]  |
| Друге місце | 4.  | 12 жовтня 2013   | ITF Москва, Росія         | Глина     | Анетт Контавейт     | Анна Шкудун Альона Сотникова      | 3–6, 4–6          |
| Перемога    | 3.  | 20 січня 2014    | ITF Каарст, Німеччина     | Килим     | Настя Колар         | Вівін Хайсен Лінда Пренковіч      | 7–5, 6–3          |
| Друге місце | 5.  | 17 лютого 2014   | ITF Гельсінгборг, Швеція  | Хард      | Ясміна Тініч        | Корнелія Лістер Лісанне ван Рейт  | 4–6, 3–6          |
| Перемога    | 4.  | 12 травня 2014   | ITF Бастад, Швеція        | Глина     | Каролін Даніелс     | Анна Смоліна Любов Васильєва      | 6–4, 6–3          |
| Друге місце | 6.  | 19 травня 2014   | ITF Бол, Хорватія         | Глина     | Крістіна Шаховец    | Емма Лайне Євгенія Пашкова        | 4–6, 0–6          |
| Друге місце | 7.  | 2 червня 2014    | ITF Бол, Хорватія         | Глина     | Крістіна Шаховец    | Ленка Кунчікова Кароліна Стухла   | 6–0, 1–6, [8–10]  |
| Друге місце | 8.  | 8 листопада 2014 | ITF Шарм-еш -Шейх, Єгипет | Хард      | Настя Колар         | Антонія Лоттнер Лаура Зігемунд    | 1–6, 1–6          |
| Друге місце | 9.  | 15 березня 2015  | ITF Ам'єн, Франція        | Глина (i) | Єлизавета Янчук     | Ілка Черегі Елені Даніліду        | 1–6, 4–6          |
| Друге місце | 10. | 22 березня 2015  | ITF Гонесс, Франція       | Глина (i) | Єлизавета Янчук     | Агнеш Букта Оана Георгета Сіміон  | 4–6, 6–3, [6–10]  |
| Друге місце | 11. | 3 травня 2015    | ITF Шарлотсвілл, США      | Глина     | Ірина Хромачова     | Француаз Абанда Марія Санчес      | 1–6, 3–6          |
| Друге місце | 12. | 31 травня 2015   | ITF Москва, Росія         | Глина     | Дарія Касаткіна     | Каролін Даніелс Альона Сотникова  | 2–6, 6–7(10)      |
| Друге місце | 13. | 13 червня 2015   | ITF Мінськ, Білорусь      | Глина     | Дарія Касаткіна     | Валентина Івахненко Поліна Монова | 6–4, 0–6, [10–12] |
| Друге місце | 14. | 18 вересня 2015  | ITF Буча, Україна         | Глина     | Вікторія Кан        | Олена Фоміна Олександра Корашвілі | 4–6, 3–6          |
| Друге місце | 15. | 25 вересня 2015  | ITF Буча, Україна         | Глина     | Анастасія Васильєва | Екатеріне Горгодзе Сопія Шапатова | 5–7, 2–6          |
| Друге місце | 16. | 20 серпня 2016   | ITF Лейпциг, Німеччина    | Глина     | Міхаела Гончова     | Нікола Гоєр Анна Класен           | 6–7(4), 5–7       |
| Друге місце | 17. | 25 березня 2017  | ITF Геракліон, Греція     | Глина     | Деспіна Папаміхаїл  | Міра Антоніч Кармен Тханді        | 0–6, 3–6          |

## Особисте життя
Володіє англійською, французькою та португальською мовами.
27 листопада 2020 року народила сина на ім’я Жерсон Джуніор від люксембурзького футболіста київського «Динамо» Жерсона Родрігеса.